# 沈初鸣
沈初鸣（1889年—1974年）圣名依纳爵，上海人。天主教苏州教区自选自圣主教、教育家。

## 生平
沈初鸣生于世代信仰天主教的家庭。民国7年（1918年）自上海徐家汇神哲学院毕业，后升为神甫，奉派到安徽池州城外天主堂任职。民国15年（1926年）调任江苏吴江黎里天主堂。任内创办了“有原小学”并兼任校长，共设一到四共四个年级，分为男女两班，约80人，主要招收天主教徒的子弟，兼收贫困家庭子弟。有原小学为洋学堂，有正式教科书，设语文、数学、体育、音乐、图画等科，课余还排演话剧，并组织学生远足。沈初鸣为学生设计了校服，男生为士林布长衫，女生为黑裙配唐装白衬衫，男女都穿白跑鞋。
民国23年（1934年），调鹿苑天主堂任本堂神甫，并继续兼任有原小学的校长。有原小学直到抗日战争后期才被迫停办。中华民国时期，沈初鸣曾经用家产兴建教堂。
中华人民共和国成立后，1953年在南京举行的江苏省教友代表会议上，苏州教区神甫沈初鸣、季盈声、赵福声签名拥护政府驱逐干涉中国内政、敌视中国政府和人民的外国神甫。1954年，沈初鸣调苏州大新巷天主堂任本堂神甫。1956年代理天主教苏州教区主教。1958年2月9日，被自选为天主教苏州教区正权主教。1959年11月15日自圣，在南京石鼓路天主堂被皮漱石总主教祝圣为主教。但因当时的社会环境，沈初鸣虽然当了主教，但几乎未行使主教职，一直住在苏州城外木渎镇上的一座小型天主堂内。沈初鸣拥护反帝爱国运动。历任全国天主教爱国运动委员会常委、江苏省天主教爱国运动委员会副主任、江苏省政协委员、苏州市人大代表。
1974年，沈初鸣逝世。